# Max Krenkel
Peter Maximilian Krenkel (1839 - 1901) fue un hispanista y escriturista alemán.
Doctor en Filosofía y Teología, editó las comedias de Pedro Calderón de la Barca en tres volúmenes (Klassische Bühnendichtungen der Spanier, Leipzig, 1881-1887), La vida es sueño, El mágico prodigioso y El alcalde de Zalamea. 
Experto escriturista, escribió también Der Apostel Johannes (Leipzig, 1871).
- Datos: Q6007332
- Multimedia: Max Krenkel / Q6007332